# Patrice Ambard
Jean-François Leplâtre, dit Patrice Ambard, est un réalisateur français né le 30 mai 1943.

## Filmographie

### Cinéma
- 1989 : Suivez cet avion[1]
- 1993 : Farces et attrapes (court métrage)

### Télévision
- 1995 : Comment épouser un héritage ?